# Tenmu
Imperador Tenmu (天武天皇, Tenmu-tennō, 631-686) foi o 40º Imperador do Japão, na lista tradicional de sucessão.

## Vida
O Imperador Tenmu era o terceiro e mais novo filho do Imperador Jomei e da Imperatriz Saimei, e irmão mais novo do Imperador Tenji. Antes da sua ascensão ao trono, seu nome era Ōama no Ōji.
Tenmu foi o primeiro monarca do Japão, a quem o título tennō foi atribuído contemporaneamente e não pelas gerações posteriores.
O único documento escrito em sua época foi o Nihon Shoki . No entanto, como foi editado por seu filho, o Príncipe Toneri, e a obra foi escrita durante os reinados de sua esposa e filhos, cria uma certa suspeita sobre sua precisão e imparcialidade.
O pai de Tenmu morreu quando ele era jovem, e cresceu, principalmente, sob a orientação da mãe, a Imperatriz Saimei. Não esperava ganhar o trono, pois seu irmão Tenji era o príncipe herdeiro, sendo o filho mais velho de sua mãe, a imperatriz reinante. Mas Tenmu foi nomeado príncipe herdeiro no sétimo ano do reinado de Tenji em 668. Isso porque Tenji não tinha herdeiro naquela época.
Tenji foi particularmente ativo na melhoria das instituições militares que foram estabelecidas durante as Reformas Taika.
Em 648 já velho, Tenji teve um filho, o Príncipe Ōtomo. Como a família materna de Ōtomo não tinha apoio político, a sabedoria geral da época considerava que não era uma boa ideia ele ascender ao trono, mas Tenji estava obcecado.
Em 671 Tenmu sentia-se em perigo e ofereceu-se a renunciar ao mandato de príncipe herdeiro para se tornar um monge. Mudou-se para as montanhas em Yoshino, província de Yamato (atual Nara), oficialmente por razões de reclusão. Levou consigo seus filhos e uma de suas esposas, a Princesa Unonosarara, filha de Tenji. No entanto, ele deixou todos os suas outras consortes na capital, Omikyō na Província de Ōmi (atual Otsu em Shiga).
Um ano mais tarde, (em 672) Tenji morreu e  o Príncipe Ōtomo subiu ao trono como Imperador Kobun . Tenmu montou um exército e marchou de Yoshino, a leste, para atacar a capital da Omikyō em um movimento anti-horário. Eles marcharam pelas Províncias de Yamato, Iga e Mino para atacar Omikyō. O exército de Tenmu e o exército do jovem Imperador Kobun lutaram no noroeste de Mino (atual Sekigahara em  Gifu ). O exército de Tenmu ganhou a luta e Kobun foi obrigado a cometer Seppuku (Guerra Jinshin).

## Reinado
O Imperador Tenmu reinou de 672 a 686. Sua capital foi transferida para o Palácio Kiyomihara no Miya em Asuka em 673.
Como seria de esperar, o Imperador Tenmu não foi menos ativo do que o ex-imperador Tenji na melhoria das instituições militares Taika. O reinado de Tenmu trouxe muitas mudanças, tais como: (a) um departamento centralizado de guerra foi organizada; (b) as defesas do País Inner perto da Capital foram reforçadas; (c) fortes e castelos foram construídos próximos à Capital e na parte ocidental de Honshu e Kyushu; (d) As tropas foram treinadas; e todos os governadores provinciais foram obrigados a completar sua cota de armas e estudar táticas.
No 10 º ano de seu reinado (682), Temmu nomeou o Príncipe Kusakabe , seu príncipe herdeiro.
O Imperador Temmu morreu em 686 e em um memorial no santuário xintoísta em Nara . A Agência da Casa Imperial designa este local como Mausoléu Tenmu, que formalmente chama-se Hinokuma no Ouchi no misasagi.